# Dictionnaire de l'Académie française

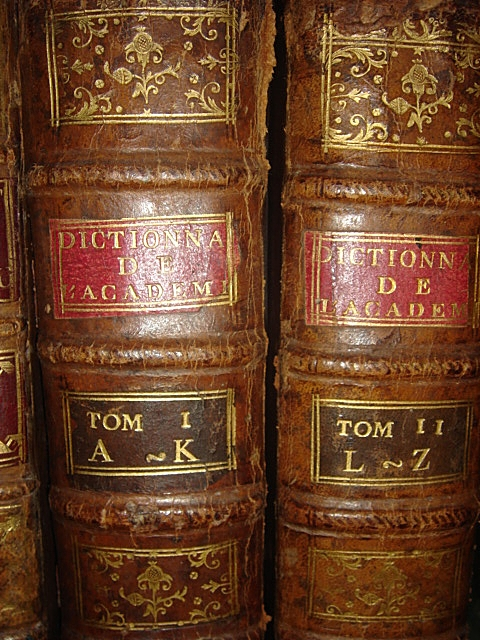
Dictionnaire de l'Académie française

Dictionnaire de l'Académie française är Frankrikes nationalordbok över franska språket. Ordboken ges ut av Franska Akademien sedan 1694.